# ФК Хајдук Стапар сезона 1957/58
ФК Хајдук Стапар сезона 1957/58. обухвата све резултате и остале информације везане за наступ стапарског фудбалског клуба у сезони 1957/58. 
Клуб је у овој сезони наступао под именом Младост.
Стапарски клуб у овој сезони убедљиво осваја трећи трофеј у историји и поново се враћа у први разред Сомборске подсавезне лиге.

## Резултати

### Табела
| Место | Клуб                       | мечева | победа | нерешених | пораза | гол разлика | бодова |
| ----- | -------------------------- | ------ | ------ | --------- | ------ | ----------- | ------ |
| 1     | ФК Младост Стапар          | 15     | 13     | 1         | 1      | +51         | 27     |
| 2     | ФК Братство Пригревица     | 15     | 9      | 3         | 3      | +13         | 21     |
| 3     | ФК Подунавље Богојево      | 15     | 8      | 4         | 3      | +11         | 20     |
| 4     | ФК Задругар Српски Милетић | 15     | 6      | 3         | 6      | +12         | 15     |
| 5     | ФК БСК Бачки Брестовац     | 15     | 7      | 1         | 7      | +9          | 15     |

| Датум               | Место                        | Противник                  | Резултат       | Такмичење                              |  |
| 8. септембар 1957.  | Свилојево, Југославија       | ФК Тереквеш Свилојево      | 2:6            | Сомборски потсавез II разред II група  |  |
| 15. септембар 1957. | Стапар, Југославија          | ФК БСК Бачки Брестовац     | 8:2            | Сомборски потсавез II разред II група  |  |
| 22. септембар 1957. | Богојево, Југославија        | ФК Подунавље Богојево      | 1:10           | Сомборски потсавез II разред II група  |  |
| 29. септембар 1957. | Српски Милетић, Југославија  | ФК Задругар Српски Милетић | ?              | Сомборски потсавез II разред II група  |  |
| 6. октобар 1957.    | Пригревица, Југославија      | ФК Братство Пригревица     | 1:3            | Сомборски потсавез II разред II група  |  |
| 13. октобар 1957.   | Буковац, Југославија         | ФК Омладинац Буковац       | 1:5            | Сомборски потсавез II разред II група  |  |
| 27. октобар 1957.   | Стапар, Југославија          | ФК Мостонга Дорослово      | 7:1            | Сомборски потсавез II разред II група  |  |
| 13. април 1958.     | Бачки Брестовац, Југославија | ФК БСК Бачки Брестовац     | 3:2            | Сомборски потсавез II разред II група  |  |
| 20. април 1958.     | Стапар, Југославија          | ФК Подунавље Богојево      | 7:3            | Сомборски потсавез II разред II група  |  |
| 4. мај 1958.        | Стапар, Југославија          | ФК Братство Пригревица     | 1:1            | Сомборски потсавез II разред II група  |  |
| Није играно         | Стапар, Југославија          | ФК Омладинац Буковац       | 3:0 (службено) | Сомборски потсавез II разред II група  |  |
| 25. мај 1958.       | Стапар, Југославија          | ФК Задругар Српски Милетић | 1:0            | Сомборски потсавез II разред II група  |  |
| 1. јуни 1958.       | Дорослово, Југославија       | ФК Мостонга Дорослово      | 1:4            | Сомборски потсавез II разред II група  |  |
| није одиграно       | Стапар, Југославија          | ФК Тереквеш Богојево       | 3:0 (службено) | Сомборски потсавез II разред II група  |  |
| 13. јули 1958.      | Стапар, Југославија          | ФК ЖАК Сомбор              | 1:7            | Куп Маршала Тита 1. коло квалификација |  |